# Monasterio de Santo Stefano
El Monasterio de San Stefano es un edificio religioso en Millesimo, en la provincia italiana de Savona.
Originalmente propiedad del Monasterio de San Pietro di Savigliano, fue donado en 1216 a las monjas cistercienses de Santa María de Betton después de la compra por parte de Enrico II Del Carretto, marqués de Millesimo.
El complejo se compone de la iglesia barroca del siglo XVII, originalmente de estilo románico, y el claustro, con capiteles de arenisca añadidos en el siglo XV.
En un patio adyacente al edificio religioso existe un fresco del siglo XVI, que representa la Virgen, San Esteban y algunos miembros de la familia Del Carretto. El monasterio fue suprimido en 1802 y ahora está incorporado a la propiedad privada de Villa Centurione (siglo XIX), renovada a principios del siglo XX.